# AP 스타일북
AP 스타일북(AP Stylebook)은 AP 스타일북 및 미디어 법률 브리핑(The Associated Press Stylebook and Briefing on Media Law)이라는 제목으로도 불리며, 미국에 기반을 둔 AP 저널리즘 협동조합에서 근무하거나 관련되어 있는 미국 언론인들이 만든 미국 영어 문법에 대한 스타일 및 사용 가이드이다. 스타일북은 대문자 사용, 약어, 철자법 및 숫자에 대한 스타일뿐만 아니라 사용에 대한 많은 정의와 규칙을 포함하여 미국 영어 문법, 구두점 및 보고 원칙에 대한 기본 참조를 제공한다.
이 책의 첫 번째 공개판은 1953년에 출판되었다. 첫 번째 현대판은 1977년 8월 로렌즈 프레스에서 출판되었다. 그 후 터틀백 북스, 펭귄의 로렐 프레스, 피어슨의 애디슨-웨슬리 등 다양한 출판사에서 다양한 문고판이 출판되었다. 최신판은 단행본, 나선형 제본판, 디지털 전자책판, 온라인 구독판 등 다양한 형식으로 출시된다. 또한 AP 스타일북은 트위터, 페이스북, 핀터레스트, 인스타그램 등 소셜 미디어를 통해 영어 문법 추천도 제공한다.
1977년부터 2005년까지 AP 스타일북은 전 세계적으로 200만 부 이상 판매되었으며, 2011년에는 그 수가 250만 부로 증가했다. 방송, 뉴스, 잡지 출판, 마케팅 부서 및 홍보 회사의 작가들은 전통적으로 AP 문법 및 구두점 스타일을 채택하고 적용한다.